# Maison de Benoît-Raclet
La maison de Benoît-Raclet est une maison située sur le territoire de la commune de Romanèche-Thorins dans le département français de Saône-et-Loire et la région Bourgogne-Franche-Comté.

## Historique
Elle fait l'objet d'une inscription au titre des monuments historiques depuis le 29 janvier 2013.